# 亨利六十二世 (羅伊斯幼系)
亨利六十二世（德語：Heinrich LXII.，1785年5月31日 — 1854年6月19日），羅伊斯幼系親王，1848年至1854年在位。
亨利原本是羅伊斯-施萊茨和格拉親王。1848年羅伊斯-洛本施泰因-埃伯斯多夫親王亨利七十二世退位，使亨利六十二世統一了自亨利二世以來分裂的所有羅伊斯幼系領地（包含羅伊斯-施萊茨、羅伊斯-格拉、羅伊斯-洛本施泰因以及羅伊斯-埃伯斯多夫）。亨利六十二世去世後，由弟弟亨利六十七世繼位。